# Albert Fuchs (Komponist)
Albert Fuchs (* 6. August 1858 in Basel; † 15. Februar 1910 in Dresden; vollständiger Name: Leonhard Johann Heinrich Albert Fuchs) war ein schweizerisch-deutscher Komponist, Dirigent, Musikerzieher und Musikkritiker sowie Sammler historischer Musikinstrumente.

Albert Fuchs 1896, Foto H. Wirth, Sammlung Manskopf

## Leben und Wirken
Fuchs war der Sohn eines 1806 geborenen, in Basel arbeitenden Buchbindemeisters, dessen Vater wiederum aus Mannheim stammte, wo er Tabakfabrikant war. Fuchs’ Mutter war Jahrgang 1834. Albert Fuchs besuchte in Basel das Gymnasium. Bereits zu dieser Zeit erhielt er eine musikalische Ausbildung, die er von 1876 bis 1879 in Leipzig am Conservatorium der Musik vertiefte. Den letzten Schliff gaben ihm der Musiktheoretiker Salomon Jadassohn und der Komponist und Pianist Carl Reinecke, deren Ausbildung er mit Auszeichnung abschloss. Reinecke war zu jener Zeit Leiter des Leipziger Gewandhausorchesters.
Seine erste Anstellung erhielt Fuchs 1880 in Trier, das zur preußischen Rheinprovinz gehörte, wo er als Musikdirektor Oratorienaufführungen und Orchesterkonzerte dirigierte. 
Bereits drei Jahre später zog er sich nach Sachsen zurück. In der Oberlößnitz vor den Toren der Residenzstadt Dresden legte er sich für wenige Jahre ein Weingut zu (heute als Haus Steinbach bekannt), auf dem er „seine kompositorischen Pläne […] verwirklich[te]“.
Ende der 1880er Jahre erwarb Fuchs das ursprünglich von Wilhelm Freudenberg gegründete und unter Otto Taubmann niedergegangene Konservatorium in Wiesbaden und zog vom Sächsischen Nizza an der Elbe in das Nizza des Nordens am Main. Das auch bald Kaiserstadt genannte Wiesbaden entwickelte sich zu jener Zeit in der Folge der kaiserlichen Kurbesuche zur Stadt mit den meisten Millionärsfamilien in Deutschland. Dort führte er zwischen 1889 und 1898 sein eigenes Konservatorium, „dessen Ruf er als universaler Musikpädagoge zusammen mit H. Riemann erneut festigte.“ Riemann kam 1890 vom fürstlichen Konservatorium in Sondershausen für die nächsten fünf Jahre zu ihm und brachte seinen Schüler Max Reger mit. Mit Reger am Cembalo gab Fuchs regelmäßige Hauskonzerte, in denen er Exemplare seiner historischen Instrumente ausprobierte, die sich als Grundstock in seiner begonnenen Sammlung historischer Instrumente wiederfanden.
Mit dem Ruf an das Königliche Conservatorium in Dresden ging Fuchs 1898 an die Elbe zurück. Er wurde dorthin als Lehrer für Theorie und Gesang berufen und 1908 mit dem Titel eines Königlichen Professors geehrt. In diese Dresdner Zeit fallen die von Fuchs verfassten Hauptwerke, seine Oratorien, die er als Dirigent der Robert Schumannschen Singakademie uraufführte. Zudem wirkte Fuchs als Musikkritiker, indem er „vielbeachtete“ Rezensionen für die Dresdener Zeitung verfasste.

## Nachwirkung
Fuchsens kompositorische Werk wie geistliche und weltliche Chorwerke sowie Lieder und Oratorien sind heute in Vergessenheit geraten. Es bleiben jedoch die Verdienste, die er sich um die Erforschung historischer Musikinstrumente erworben hat. Durch die Nutzung seiner für seine Sammlung erworbenen Exemplare in Konzerten hat er die zu jener Zeit einsetzende Wiederbelebung der sogenannten Alten Musik aus den Epochen vor etwa 1750 nachhaltig befördert.

## Ehrungen
Fuchs wurde 1908 mit dem Titel Professor ausgezeichnet. In Dresden ist die Fuchsstraße nach ihm benannt.

## Werke

### Kompositionen
- Selig sind, die in dem Herrn sterben. 1906.
- Das tausendjährige Reich. 1908.
- Nirwana. (im Nachlass).

### Herausgeberschaft
- Mehrere italienische Vokalkompositionen

### Schriften
- Zur Geschichte der Oper: ein Erinnerungsblatt an Peri’s und Caccani’s im Jahre 1600 erschienene Opern (= Bericht des Conservatoriums für Musik und Theater zu Dresden; 44). Warnatz & Lehmann, Dresden 1900.
- Taxe der Streichinstrumente. 1907 (mehrfach wieder aufgelegt, aktuell: 17. Auflage 2017, ISBN 978-3-87350-043-3).